# XXXIII Korpus Armijny (III Rzesza)
XXXIII Korpus Armijny – jeden z niemieckich korpusów piechoty, uczestniczył w ataku na Francję i okupacji Norwegii. 
Sformowany 18 października 1939 roku jako dowództwo XXXIII Korpusu z Dowództwa Odcinka Straży Granicznej 3 w Opolu leżącym wówczas w granicach III Rzeszy. W 1940 roku dowodzony przez gen. Georga Branta brał udział w ataku na Francję w składzie 7 Armii. Latem 1940 roku został wysłany do Norwegii. Stacjonował w Trondheim, gdzie pełnił zadania okupacyjne do zakończenia wojny. 

## Dowódcy korpusu
- gen. Georg Brandt[1]

## Struktura organizacyjna
Skład w czerwcu 1940 roku:
- 239 Dywizja Piechoty
- 556 Dywizja Piechoty